# Ela Wiecko
Ela Wiecko Volkmer de Castilho (Curitiba, 14 de setembro de 1948) é uma jurista brasileira, membro do Ministério Público Federal e professora da Universidade de Brasília.

## Carreira

### Formação e magistério
Ela Wiecko graduou-se bacharel em direito pela Universidade Federal do Rio Grande do Sul em 1971, mestre em Direito Público pela Universidade Federal do Paraná em 1986 e doutora em direito pela Universidade Federal de Santa Catarina em 1996.
Lecionou direito penal na Universidade Federal do Paraná de 1981 a 1990 e na Universidade Federal de Santa Catarina de 1987 a 2002. É professora da Universidade de Brasília desde 2003, nas disciplinas relacionadas ao direito penal e aos direitos humanos.

### Ministério Público Federal
Ingressou no Ministério Público Federal em 1975, por concurso público. Atuou em Brasília, Curitiba e Florianópolis. No estado de Santa Catarina, foi Encarregada do Setor de Direitos Humanos da Procuradoria da República (depois denominado Coordenadoria de Defesa dos Direitos Individuais e Interesses Difusos). Participou dos Conselhos Penitenciários do Paraná e de Santa Catarina.
Foi promovida a subprocuradora-geral da República em 1992. Foi Coordenadora de Defesa dos Direitos Humanos e do Cidadão e Secretária-Adjunta da Secretaria de Defesa dos Interesses Individuais e Coletivos. Foi membro do Conselho Superior do MPF em dois biênios, tendo exercido a secretaria executiva.
Foi nomeada Vice-Procuradora-Geral da República em 19 de setembro de 2013, pelo procurador-geral Rodrigo Janot. Pediu exoneração do cargo em 30 de agosto de 2016 após a divulgação de um vídeo no qual ela participa de uma manifestação contra o então presidente em exercício, Michel Temer.
Aposentou-se do Ministério Público Federal no cargo de Subprocuradora-Geral da República em 9 de janeiro de 2023.  